# To our children's children
To our children’s children is een studioalbum van Gandalf. Opnamen voor het album vonden plaats in zijn geluidsstudio Seagull Music. Het album is het enige album dat Gandalf opnam voor het Nederlandse platenlabel behorende bij magazine SI Music. De opnamen brachten twee artiesten samen, die de medewerkers van het blad graag hoorden. Allereerst de Oostenrijkse multi-instrumentalist Heinz Strobl als Gandalf, die al een gevestigd artiest was. De zangpartijen werden ingevuld door Tracy Hitchings, destijds als talentvol zangeres binnen de progressieve rock gekenmerkt. Een jaar na uitgifte ging SI Music failliet en werden heruitgaven vanaf die tijd verzorgd door Seagull Music, het eigen label van de artiest. 

## Musici
- Gandalf – alle muziekinstrumenten behalve
- Tracy Hitchings – zang (3, 4, 5, 7)
- Erich Buchebner – fretloze basgitaar (3, 4, 6)
- Peter Rosmanith – percussie (4)
- Peter Achenbrenner – sopraansaxofoon (6)
- Robert Julian Horky – shakuhachi (6)

## Muziek
| Nr. | Titel                      | Duur  |
| --- | -------------------------- | ----- |
| 1.  | What are we bound for      | 7:14  |
| 2.  | Creatures of God           | 3:50  |
| 3.  | To our children’s children | 6:22  |
| 4.  | The machine                | 10:43 |
| 5.  | World on the scales        | 4:22  |
| 6.  | There’s a fire             | 10:39 |
| 7.  | The call of nature         | 5:31  |
| 8.  | Aquarius (zangversie)      | 5:23  |
| 9.  | Evening glow               | 5:59  |